# Punk Statik Paranoia
Punk Statik Paranoia (в пер. с англ. Паранойя панка Статика) — третий студийный альбом американской синти-рок-группы Orgy. Пластинка была выпущена 24 февраля 2004 года лейблами D1 Music и Universal Music.

## Об альбоме

Статик — персонаж, созданный дизайн-группой Pixelghetto и изображённый на обложке диска

После релиза Vapor Transmission группа прекратила своё сотрудничество с Reprise Records; музыканты решили развиваться независимо от крупных звукозаписывающих компаний. Джей Гордон, лидер коллектива, основывает собственный лейбл D1 Music. После этого Orgy начали работу над третьим студийным альбомом. В ходе записи у участников группы возникли серьёзные разногласия. В итоге Райан Шак и Амир Дерак фактически покинули Orgy и сосредоточились на своём музыкальном проекте Julien-K.
В 2003 году запись пластинки была окончена. Незадолго до релиза был запущен сайт punkstatikparanoia.com, а 22 февраля 2004 альбом, получивший название Punk Statik Paranoia, был выпущен для продажи. На обложке изображён персонаж-талисман Статик. Согласно буклету, прилагавшегося к диску, Punk Statik Paranoia посвящён Чарльзу Гордону, отцу Джея Гордона, который скончался в период записи. В поддержку пластинки музыканты провели концертный тур.
В отличие от предыдущих студийных альбомов Orgy Candyass и Vapor Transmission, Punk Statik Paranoia содержит меньше элементов электронной музыки и индастриала, став более ориентированным на ню-метал, схожий по звучанию с такими группами как Korn и Linkin Park. Отход от привычной стилистики Джей Гордон прокомментировал следующим образом:
Хватит оглядываться назад. Мы не хотим делать копии наших первых двух записей или что-то в этом роде.
Оригинальный текст (англ.)Forget looking back. We don’t walk around with copies of our first two records or anything like that.
Пластинка дебютировала на 11 строчке чарта Top Independent Albums, а за первую неделю в США альбом был продан тиражом в 5,353 экземпляров. Тем не менее, Punk Statik Paranoia не смог повторить успех Candyass и Vapor Transmission, и даже не вошёл в Billboard 200.
Обозреватель Allmusic Джон Д. Ларссен оценил Punk Statik Paranoia в 2 звезды из возможных 5. Критик объяснил это тем, что материал, представленный на альбоме, хуже более раннего творчества группы. Завершая обзор Ларссен назвал пластинку «перенасыщенной» и «скучной».
Из-за неудач, связанных с альбомом, в 2005 году Orgy прекращают какую-либо деятельность и участники коллектива посвятили себя сторонним проектам. Только в 2010 перерыв был окончен.

## Список композиций
Слова и музыка всех песен — группа Orgy.
| №                   | Название             | Перевод             | Длительность |
| ------------------- | -------------------- | ------------------- | ------------ |
| 1.                  | «Beautiful Disgrace» | Прекрасный позор    | 4:13         |
| 2.                  | «Vague»              | Смутно              | 4:52         |
| 3.                  | «Ashamed»            | Пристыженный        | 4:03         |
| 4.                  | «Make Up Your Mind»  | Решайся             | 4:00         |
| 5.                  | «Leave Me Out»       | Уйди от меня        | 3:53         |
| 6.                  | «The Obvious»        | Очевидно            | 4:12         |
| 7.                  | «Inside My Head»     | В моей голове       | 4:16         |
| 8.                  | «Pure»               | Чист                | 3:47         |
| 9.                  | «Can’t Take This»    | Не могу это вынести | 4:15         |
| Общая длительность: | Общая длительность:  | Общая длительность: | 37:31        |

## Участники записи
| Orgy - Джей Гордон — основной вокал, микширование, продюсирование - Райан Шак — гитара, бэк-вокал - Амир Дерак — синтезатор, программинг, синтезаторная гитара, бэк-вокал - Пейдж Хейли — бас-гитара, гитара, бэк-вокал - Бобби Хьюитт — ударные, программинг | Дополнительный персонал - Уайли Байчлер — гитара, программинг - Джон Магнесс — программинг, синтезатор - Майкл Хеджес, Ричард Гордон, Крис Ландрем — бэк-вокал - Джей Боумгарднер, Дуг Трентоу, Джим Гудвин — микширование - Брендон Бельски, Джеремил Хикс, Джероми Холдинг, Крис Рейкестроу — звукорежиссёры - Том Бейкер — мастеринг - Pixelghetto — дизайн |

## Позиции в чартах и продажи
| Чарт (2004)                        | Высшая позиция |
| ---------------------------------- | -------------- |
| Billboard (Top Independent Albums) | 11             |

| Страна | Сертификация      | Продажи, экз.            |
| ------ | ----------------- | ------------------------ |
| RIAA   | Не сертифицирован | 5353+ (за первую неделю) |